# 神山雄一郎
神山 雄一郎（かみやま ゆういちろう、1968年4月7日 - ）は、日本の元競輪選手、元自転車競技選手。日本競輪選手養成所所長（第24代。2025年4月1日 - ）。血液型B型。日本競輪学校（当時。以下、競輪学校）第61期生。現役時代は日本競輪選手会栃木支部所属、ホームバンクは宇都宮競輪場。師匠は荒川博之。

## 来歴

### 生い立ち
栃木県小山市生まれ。生家は自転車屋で、父親は熱心なサイクリング愛好家だった。神山も父親とともにサイクリングをするようになり、休日になると自転車に乗って遠出していた。幼稚園時代から運動神経と脚力は抜群だったという神山は、小学校時代には休日になると筑波山や太平山まで片道40-50kmの道のりを往復するようになり、さらに長野県や岐阜県まで野宿をしながら1日200kmを走破して移動することもあった。神山はこの時期の自身について、苦しいと思いながらも自転車が好きだったため、サイクリングをやめなかったのだろうと振り返っている。幼少の頃から自転車の整備を欠かすことはなかったという。
中学校時代には剣道部に所属し剣道に打ち込んだが、県大会3位、東北大会ベスト16という成績に納得がいかず、自身の運動神経をより発揮できるスポーツとして自転車に目を向けた。神山は自転車部のある作新学院高等部に進学し、自転車部に入部。同校は自宅から約40km離れていたが、鍛錬のため片道約1時間をかけて自転車で通学した。入部1年目の1000mタイムトライアルの記録は1分20秒ほどであったが、長距離のポイントレースを中心としたトレーニングを積んだ結果、3年目には1分6秒にまで記録が伸び、インターハイと国民体育大会の1000m部門で優勝した。

### 競輪学校在校成績1位で卒業
作新学院高等部在学中、神山は卒業後の進路としてプロの競輪選手を目指すかアマチュア選手として1988年のソウルオリンピック出場を目指すかの選択を迫られた（当時、プロの競輪選手がオリンピックに出場することはできなかった）。迷っていた神山であったが、1985年12月、父親に連れられて立川競輪場で開催されたKEIRINグランプリ'85を観戦し、場内の熱気と選手が入場した際の華やかさに魅せられ、競輪選手を目指すことを決めた。さらに、中野浩一や滝澤正光、井上茂徳、本田晴美らプロの選手がどのくらい強いのか挑戦してみたい気持ちもあったという。競輪選手となるには競輪学校に入学することが前提となるが、作新学院自転車部は練習場として宇都宮競輪場を使用しており、受験対策に不安はなかったという。その上、インターハイ優勝などの実績が評価されて1次試験は免除され、2次試験についても学科試験と小論文、面接に合格しさえすればいという優遇措置を受けることもできた。1回目の受験で競輪学校に入学した神山は、在学中も優れた成績を収め、在校成績1位で卒業した。神山はこの時期の自身について、「ボクはね、学校出るまで、ホント、苦労してないんです」と述べている。

### 競輪選手となる・グランドスラム達成
1988年4月1日に選手登録され、同年5月8日に花月園競輪場でデビュー、そのデビュー戦で初勝利を挙げた。しかし神山によると、A級で成績が伸び悩む時期が存在し、この時期に大きな期待を寄せていた周囲の目が「あいつ、期待してたほどじゃない」と変わるのを経験したという。神山によると、後で振り返ると「大したことない」と思えるものの、当時としては挫折であった。原因はラインを使ったブロックなどの駆け引きに対応しきれなかったためで、ブロックされないよう先行で勝負するようになってから成績が向上し、S級昇格を果たした。
1989年3月28日、松戸で3場所連続の完全優勝を達成、翌3月29日付でS級3班に特進する。同年11月には競輪祭浜田賞・全日本競輪新人王決定戦を優勝。そして翌月12月からは当時の最高峰であったS級1班に昇格。また、同年の日本プロスポーツ大賞において新人賞を受賞した。
1990年の日本選手権競輪でも決勝に進出したため、ファンの多くは彼が特別競輪（現在のGI）のタイトルを獲るのも時間の問題だと思わせたが、その後はなかなか特別競輪を獲ることができず苦労の日々が続いた。1993年、ようやく地元の宇都宮競輪場での第36回オールスター競輪で優勝した時には、感激のあまりファンの前で号泣しながらインタビューに答えた。神山は、デビューからの数年はレースを落ち着いて振り返る余裕がなく、第36回オールスター競輪を優勝した頃にようやく余裕が出てきたと述べている。その後は、1995年に特別競輪を3勝するなど、トップレーサーの地位を不動のものにし、福岡県の吉岡稔真と共に「横綱」と呼ばれた。1997年には、滝澤正光（1987年）以来となる年間GI3優勝を果たした（以降この記録は2023年まで出なかった）。
そして1999年3月30日に静岡競輪場での日本選手権競輪を制したことで、競輪界史上3人目、現行の4日制以上GIが6レース制となってからは史上初となる特別競輪全冠制覇（グランドスラム）を達成した。また、記念競輪（GIII）においては、2007年12月12日の広島記念の優勝で、現役選手最高記録となる93回目の記念優勝を飾った。
2009年は寬仁親王牌の決勝で平原康多 - 武田豊樹 - 神山と並ぶことになり、既にKEIRINグランプリ09への出場を決めていた2人に助けてもらう形で自身の優勝を狙ったが、直線で直後に位置していた海老根恵太に阻まれ2着となってしまう。しかしオールスター競輪決勝でも同じ並びで挑むことになり、この時も武田の2着となったが、この特別決勝連続2着で年間獲得賞金上位(6位)となり、2005年以来4年ぶりにKEIRINグランプリへ出場し三度目となる平原・武田との並びで挑んだが、勝負どころで前2人への追走に失敗し4着となった。
2010年も高松宮記念杯やサマーナイトフェスティバルの決勝2着で年間賞金争いの上位となり、地元での開催となった全日本選抜競輪の決勝では神山拓弥と武田豊樹との連携で優勝を狙ったが、それを見抜いた佐藤友和に阻まれる形で完敗する。その後もオールスター競輪決勝で4着となるが結局は獲得賞金が足りずKEIRINグランプリへの出場は果たせなかった(2010年の神山は最終的には9位だったため)。
2011年は7月に松山競輪場で開催されたサマーナイトフェスティバルの決勝において、前を任せた長塚智広の後位から最後の直線で中を割り、先行していた深谷知広を捉え同開催を初めて優勝した。なお2007年12月27日に新設されたS級S班の18選手に選ばれていたが、この年まで4年間格付けを維持し続けた。

### 通算賞金25億円を突破・900勝を達成
2012年6月6日、大垣競輪場でのFI開催で優勝し、通算獲得賞金額が競輪史上初の25億円を突破。同日時点での通算獲得賞金額は2,500,303,909円で、選手登録日より24年2ヶ月での達成であった。2023年6月3日時点での通算獲得賞金額は29億1463万609円であり、また過去において通算獲得賞金額が20億円以上を獲得したのも神山が唯一である（次点は村上義弘（引退）の19億7690万3189円）。
2014年は7月29日に函館競輪場で800勝を達成。オールスター競輪の決勝で2着に入り年間賞金獲得額の上位（6位）に進出し、11月16日には高松競輪場の記念競輪（GIII）を優勝して記念での最高齢優勝記録（46歳7ヶ月）を更新する。さらに直後の競輪祭決勝でも3着に入り、5年ぶりとなるKEIRINグランプリ2014への出場を賞金枠上位(6位)で決定。この優勝からちょうど一ヶ月後の12月16日に行われた広島競輪場の記念競輪（GIII）も優勝して先述の記録を46歳8ヶ月に更新した。なお、2月の全日本選抜決勝の落車で右足腓骨を骨折し、日本選手権を欠場、24回連続出場で記録がストップした年でもあった。
2015年、最高齢記録更新となる形でS級S班に返り咲いた年。4月に防府競輪場で行われた共同通信社杯競輪の決勝において、山田久徳 - 稲垣裕之の先行ライン後位を追走し、稲垣が番手捲りを放ってから新田祐大を牽制するため外側へ動いた際に内を突くと、最終4角から先頭に出てそのまま押し切って優勝し、GIIIに続きGII最高齢記録も更新。さらにGIでも寛仁親王牌決勝で3着、オールスター決勝で2着に入る活躍を見せ、獲得賞金上位(5位)によりKEIRINグランプリへの出場権を獲得した。
2019年時点で、GI16勝は競輪界史上最多記録であり、特にオールスター競輪ではこれまで5回優勝と、もっぱら相性を良くしている。さらに地元の宇都宮競輪場では非常に強いことでも知られる。一方でKEIRINグランプリ（GP）にはこれまで16回出場し、1995年から1998年までは同一開催レース4年連続2着という競輪唯一といえる成績を残しているものの、未だ優勝だけは果たしていない。
ただ、デビュー後2年目にS級1班となって以来、足掛け30年間一度も降格することなくS級1班を維持してきたものの、2019年上期にほぼ連続して失格を3回も犯してしまったため、その影響で2020年上期はS級2班格付け（降格）が決定し、その記録も途絶えることになった。2020年下期より再びS級1班に昇格したが、その2年後の2022年下期より再びS級2班に降格することが決まった。
2023年、上期はS級1班格付けとなった。誕生日である4月7日の時点で55歳となり、これまで西川親幸が保持していたS級1班最年長格付けの記録を更新。そして6月3日、通算800勝を挙げた函館競輪場で通算900勝を達成。900勝達成は史上16人目だが、S級創設（1983年4月）以降にデビューした選手としては史上初の快挙であった（同日時点で現役2位は小嶋敬二の810勝）。ただ、同年下期は再びS級2班格付けとなった。

### 現役引退
現役最終年となった2024年は、上期も2班格付けのままで、下期も続けて2班格付けとなった。ただ、上期が競走成績不振であったことに加え失格したことが大きく影響し、ついに2025年上期でA級1班への降格が正式に決定。これにより、1989年3月にS級に特進して以来長きにわたって在籍したS級から陥落することとなった。とは言え、それまでのS級連続在籍最長記録は萩原操の34年であったが、神山が35年9か月で記録を更新した。
2024年12月23日、取手FI最終日第7レース（一般）で1着となり、S級戦としては最後のレース（現役引退を表明前）で通算909勝目を達成。
今後が注目されたが、翌24日午後、都内のJKAにて記者会見が開かれ、現役引退することを表明した。記者会見の場では、6月の函館で失格したことで事故点が重なり、A級への陥落が決まったことが引退を考え出すきっかけではあったが、引退を決意したのは「つい最近」と語った。そして同日、選手登録消除。通算成績2931戦909勝、優勝回数171回（うちGI17回※競輪祭新人王を含む）。
通算獲得賞金額29億3830万1609円は歴代1位であるほか、通算909勝（うちS級戦844勝）はS級創設（1983年4月）以降にデビューした選手としては歴代1位、その他数々の記録を樹立しており、記録づくしの現役生活であった。今後については「未定」としていたが、この時点でゆくゆくは日本競輪選手養成所の所長になると目されていた。

### 現役引退後
現役引退直後から、各地の競輪場に招かれトークイベントのゲストとして参加。
2025年1月14日、当時所長であった滝澤正光に代わり、同年4月1日付けで第24代日本競輪選手養成所所長に就任することが発表され、予定通り4月1日、日本競輪選手養成所所長に就任した。なお、元競輪選手が日本競輪選手養成所の所長に就任するのは滝澤正光に次いで史上2人目であり、S級S班在籍経験のあった選手が所長に就任するのは史上初である。
デビュー以来ホームバンクとした宇都宮競輪場では、現役時代の功績を称え、開設記念競輪（GIII）を2025年より「レジェンド神山雄一郎カップ」の名称で行うこととなった。

## 自転車競技への取り組み
作新学院高校時代の1986年に開催されたソウル・アジア大会のポイントレースで銀メダルを獲得。競輪選手になってからは1989年のフランス・リヨンの世界自転車選手権（世界選）プロ・スプリントに出場し、イタリアのクラウディオ・ゴリネリにストレート負けを喫するものの銀メダルを獲得した。ちなみにこのときの世界選の模様をNHKで解説していた中野浩一は「ゴリネリに遠慮せず自分から一気にスパートをかけていれば勝てた」と悔しがっていた。1990年の前橋の世界選でもプロ・スプリントに出場したが7位に終わる。
翌年、吉岡稔真が世界選のケイリンに出場することを表明したことから、それに遠慮する形で自転車競技への挑戦は一旦途切れることになり、しばらくは競輪に専念していた。ところが吉岡が1995年の世界選出場を最後に競輪への専念を表明したことから再び自転車競技への意欲を出してきた。さらに1996年のアトランタオリンピックからオリンピックでもプロ・アマオープンとなり、競輪選手にもオリンピック出場への道が開かれたことで、専属トレーナーから挑戦を勧められた神山は、オリンピック出場に意欲を燃やすことになる。
ところが国内枠として1枠が設けられた1Kmタイムトライアルの代表選考会において、神山は十文字貴信の前に屈した。神山はこの時、1分3秒台で走破した十文字に1秒以上離され、十文字の強さを実感するとともに「やっぱり自分は五輪には縁がないのかな」と寂しさを覚えたという。この時点において神山のオリンピック出場の道は閉ざされた。しかし後にスプリントのワイルドカード枠が日本にも与えられることが決まった。神山は選考会を勝ち、日本車連は神山を推薦した。晴れてアトランタオリンピック出場を果たすことになった。しかしスプリント種目に出場したものの、一回戦、敗者復活戦ともに敗退に終わった。
1998年のバンコク・アジア大会ではスプリント決勝で馬渕紀明を下し優勝した。だが、その後のドーピング検査で陽性反応が出てペナルティーとして短期の出場停止処分を受けた。
それでも神山は再度オリンピックへの出場へ意欲を燃やし、2000年のシドニーオリンピックではこの大会から新たな種目として設けられることになったケイリンとチームスプリント（当時はオリンピックスプリントという名称）に出場。チームスプリントでは長塚智広、稲村成浩と組んで5位入賞を果たした。しかしケイリンではお家芸の意地をかけてメダル獲りに意欲を燃やすも敗者復活戦で1位入線するが斜行による妨害を取られて敗戦。失格の裁定が下された神山は涙を流した。神山はラインの駆け引きがなく純粋な走力勝負であるケイリンは競輪とは別種の競技であり、しかもダッシュ力、トップスピードにおいては欧米の選手のほうが力が一枚上であることを実感したという。
何とか次の2004年のアテネオリンピックではメダルを獲りたいと思っていた神山は、2002年の釜山・2002年アジア競技大会においてチームスプリントに出場しアテネオリンピックへの夢を抱いていた。ところが、2004年のメルボルンの世界選にチームスプリントの一員として帯同したものの、バックアップメンバーの扱い（レギュラーのメンバーは長塚、伏見俊昭、永井清史で、同種目予選終了後に永井から井上昌己に変更）であり、出場機会さえなかったことから、とうとうアテネオリンピックへの出場を果たすことはできなかったことで、自転車競技への取り組みはアテネオリンピックへの挑戦で一区切りした。もっとも、アテネオリンピックのチームスプリントのメンバーに決まった長塚、伏見、井上の3人は、「神山さんがいないメンバーで果たしてアテネで戦っていけるかどうか不安」と一様に漏らしていた。アテネオリンピック直後に行われたオールスター競輪ではオリンピックメダル後の凱旋で注目を浴びていた伏見を下し、四年ぶりの特別競輪制覇を果たしている。

## 主な獲得タイトルと記録
- 1989年  - 競輪祭新人王戦（小倉競輪場）

| GI | GI     | GI           | GI         | GI   |
|    | 年     | 大会名       | 競輪場     | 度目 |
| -- | ------ | ------------ | ---------- | ---- |
| 1  | 1993年 | オールスター | 宇都宮     | 1    |
| 2  | 1994年 | 高松宮杯     | 大津びわこ | 1    |
| 3  | 1995年 | 高松宮杯     | 大津びわこ | 2    |
| 4  | 1995年 | 全日本選抜   | 青森       | 1    |
| 5  | 1995年 | 競輪祭       | 小倉       | 1    |
| 6  | 1996年 | 寬仁親王牌   | 前橋       | 1    |
| 7  | 1996年 | 競輪祭       | 小倉       | 2    |
| 8  | 1997年 | オールスター | 平塚       | 2    |
| 9  | 1997年 | 寛仁親王牌   | 前橋       | 2    |
| 10 | 1997年 | 競輪祭       | 小倉       | 3    |
| 11 | 1999年 | 日本選手権   | 静岡       | 1    |
| 12 | 1999年 | オールスター | 甲子園     | 3    |
| 13 | 2000年 | 寛仁親王牌   | 前橋       | 3    |
| 14 | 2000年 | 競輪祭       | 小倉       | 4    |
| 15 | 2004年 | オールスター | 西武園     | 4    |
| 16 | 2005年 | オールスター | 名古屋     | 5    |

- その他記録[50]　
  - 年間賞金王5回 - 1993年、1995年、1997年、1998年、1999年[54]
  - 年間獲得賞金2億円突破 - 1997年
  - グランドスラム達成 6冠・1999年（3人目、6冠では史上初）
  - GP・GI連続出場
    - KEIRINグランプリ11回連続出場（歴代最多記録。1991年 - 2001年）[55][† 10]
    - オールスター33回連続出場（歴代最多記録。1990年 - 2022年）[56][57][58]
      - ドリームレース20回連続出場（歴代最多記録。1990年 - 2009年）[59]

    - 競輪祭29回連続出場（歴代最多記録。1993年 - 2021年）
    - 寬仁親王牌28回連続出場（歴代最多記録。1994年 - 2021年）[60]
    - 高松宮記念杯26回連続出場（歴代最多記録。1994年 - 2019年）
      - なお、日本選手権は1990年 - 2013年の連続24回が最高、全日本選抜は2010年 - 2020年の連続10回が最高。

  - 生涯獲得賞金額（29億3830万1609円） - 競輪史上最高額[29]
  - 勝数 - 909勝（S級創設以降にデビューした選手としては最多）
  - 史上最速500勝達成（S級創設以降にデビューした選手として） - 2000年5月7日、平塚競輪場（12年1か月6日で達成[61]）
  - KEIRINグランプリ出場回数（16回） 1991年 - 2001年、2004年 - 2005年、2009年、2014年 - 2015年
  - S級在籍（1989年3月29日〜2024年12月31日、35年9か月）
- 最高齢記録
  - 記念競輪（GIII）優勝（2016年静岡競輪場・47歳329日）
  - GII 優勝（2015年共同通信社杯競輪・47歳22日）
  - KEIRINグランプリ2015出場によるS級S班格付（2016年）
  - GI最高齢出場（2022年第65回オールスター競輪・54歳4か月）※のち山口富生が54歳7か月で更新
  - GI戦における勝利（2019年第62回オールスター競輪・名古屋競輪場/8月18日1R一般戦・51歳）※のち山口富生が54歳10か月18日で更新
  - S級1班格付け（2023年上期。55歳2か月まで）※のち山口富生が更新

## 競走スタイル
テビュー当時からトップスピードと持久力には定評があり、スプリント競技を行なっているためダッシュ力もあり、他の選手を追走したり、並走しても自在に動ける能力が抜群であったことから、全盛期は全ての面においてほとんどの選手を凌駕していた。どんな番組でも中団をうまく確保するレース勘は抜群であった。また地元の宇都宮競輪場が500mであることから、直線が長く自力選手不利とされる500m走路においても強さを発揮している（逆に333mバンクをやや苦手としている）。
晩年は年齢による脚力の衰えもあり、全盛期のような先行・捲りでの強さは影をひそめ、追込・マークの戦法主体で戦った。神山本人もけいりんマガジン2007年新年号で「もう自力時代のような華やかな競走はできないかも知れない。」と述べていた。しかし、その位置取りやレース運びのうまさ、特に自分で動く選手の多いメンバーとなった時の「コマ切れ戦」での強さがあった。マーク屋（追込）となってからも「ブロック」「車間切り」「先行選手残し」といった技術レベルも非常に高く、先行選手からの信頼は厚かった。
2015年4月に共同通信社杯競輪を優勝した際には、自身が持ち味を称える追い込み選手として、山口健治、井上茂徳、伊藤公人、山口幸二、小野俊之、高木隆弘、佐藤慎太郎、渡辺晴智の名を挙げた。

## 人物
神山は自身の性格について、感動屋だが人前では感情を表に出さないタイプだと述べている。
KEIRINグランプリ出場数は最多だが、最高は2着であり優勝は果たせず引退した（しかし年間賞金王には5回なった）。

## エピソード
- 栃木の特別競輪（GI）覇者には、竹野暢勇や、神山の弟子の飯嶋則之、神山自身より若く特別競輪の初タイトル獲得者の眞杉匠がいる。
- 日本選手権競輪（競輪ダービー）のタイトルがなかなか獲れなかったが、これは日本選手権が永らく3月下旬の開催[† 11]であり、花粉症持ちの神山は毎年この日本選手権の時期に調子を落としてしまっていたからである。しかし1999年の駿府ダービー（静岡）においては決勝戦で当時売り出し中の徹底先行であった十文字貴信の後位を回れる好展開が味方し、悲願のグランドスラム（4日制以上GIレース6大会全制覇）を達成した。ただ、レースではゴール直後に2着選手が「やったぁ～」と雄たけびを挙げながらガッツポーズしてしまったため、神山本人はその時点では大喜びできなかった[† 12]。
- 神山の全盛期は、一時期古舘伊知郎がGIレースの決勝戦中継を担当していた頃でもあったため、実況中にその豪快な捲りから「捲り狼」、「太モモ四輪駆動」、「栃木（小山）のヘラクレス」といった異名を与えられた。また古舘は「イエスは馬小屋に生まれたが神山は自転車屋に生まれた。」と評した事もある。
- ライバルの吉岡稔真が引退するまで生涯先行に固執した[† 13]のに対し、神山は全盛期で戦法が『先行』であった時期でも特別競輪決勝においては、十文字貴信、太田真一ら当時の若手先行選手の後位につけて優勝するケースも多く、「神山は若手を使い捨てた」と批判される事もあった。
- その経歴のあまりの華々しさや、ドライなレース展開などからクールな印象を持たれがちであるが、特別競輪初制覇時や四年ぶりの特別制覇となった2004年のオールスター競輪優勝時のインタビューや、同じ栃木県出身で高校の後輩でもあった内田慶がレース中の事故で非業の死を遂げた際にはインタビューで号泣するなど、涙もろい一面もあった。
- 作新学院高校時代から神山が愛用してきたフレームメーカーのサムソンは、2013年6月末で登録消除となった[65]。
- 1995年6月から函館競輪場のバンクレコードを長らく保持していたが（10秒8）、2023年5月に嘉永泰斗によって破られた（10秒7）[66]。